# Alles ohne Strom
Alles ohne Strom ist ein Livealbum der deutschen Musikgruppe Die Toten Hosen. Es entstand aus den Aufnahmen zweier Akustik-Konzerte am 13. und 14. Juli 2019, die unter dem Titel Mit Pauken und Trompeten in der Tonhalle Düsseldorf veranstaltet wurden, und wurde am 25. Oktober 2019 von JKP veröffentlicht. Vorab waren die Lieder 1000 gute Gründe, Ohne dich und Feiern im Regen als Download erhältlich. Am 22. November 2019 kam eine Videoproduktion des Konzertmitschnitts mit weiteren zehn Musikstücken auf den Markt.
Das Album enthält 21 Musikstücke, die laut Frontmann Campino für eine Big Band konzipiert wurden. Neben der 5-köpfigen Band Die Toten Hosen waren 11 Konzertmusiker als Gäste beteiligt. Neben 14 älteren bandeigener Musikstücke, die eigens für akustische Instrumente neu arrangiert und meist in Stil und Rhythmus verändert wurden, enthält das Album drei Coverversionen anderer Musiker. Auf dem Album sind mit Kamikaze, Schwere(-los), Sorgenbrecher (Auf euch) und Feiern im Regen vier neue Kompositionen zu hören. Ein weiterer bisher unveröffentlichter Song heißt Politische Lieder und stammt von Funny van Dannen.

## Gestaltung von Cover und Begleitheft
Das Albumcover zeigt die erste Akustik-Gitarre von Andreas von Holst aus dem Jahr 1975. Auf dem Korpus sind nackte Frauenkörper und Blumen gezeichnet und ein roter Stern ist aufgemalt und rote Farbe läuft von oben wie Blut über die Gitarre. Es sind Aufkleber der Bands The Boys und ZK zu erkennen. Auf der Rückseite der Gitarrendecke sind die Initialen „A. v. H.“ eingeritzt. Dort befinden sich weitere Aufkleber unter anderen von Fortuna Düsseldorf.

## Entstehung
Seit dem Jahr 1996 im Album Opium fürs Volk setzte die Band, teilweise auch elektronisch erzeugt, vermehrt den Klang von Streich- und Blasinstrumenten ein. Im Jahr 2005 kam das Album Nur zu Besuch der Reihe MTV Unplugged heraus, aufgenommen beim Konzert der Band im Wiener Burgtheater, gespielt mit ausschließlich akustischen Instrumenten. Im Jahr 2013 arbeitete die Band für mehrere Konzerte mit dem Sinfonieorchester der Robert Schumann Hochschule Düsseldorf zusammen. Die Aufnahmen davon wurden 2015 als Album Entartete Musik – Willkommen in Deutschland veröffentlicht. Auch durch die Zusammenarbeit mit Gerhard Polt und den Musikern Biermösl Blosn, mit denen die Band seit 1986 immer wieder zusammen Konzerte gab, reifte die Idee innerhalb der Band, nicht nur reduzierte und unverstärkte Versionen ihrer Stücke herauszubringen, sondern neue Instrumente einzusetzen, einen Big-Band-Sound zu kreieren und ihre alten Stücke neu zu interpretieren.
Die Band Die Toten Hosen bestand während der Aufnahmen zum Album aus Frontmann und Sänger Campino, den Gitarristen Andreas von Holst und Michael Breitkopf, dem Bassisten Andreas Meurer und dem Schlagzeuger Vom Ritchie. Als Gastmusiker spielte Esther Kim Klavier. Kim war bereits beim ersten Akustikalbum der Band Nur zu Besuch im Jahr 2005 beteiligt und begleitete seitdem die Band immer wieder bei Konzerten. Die aus Russland stammenden und an der Musikhochschule in Düsseldorf ausgebildeten Streicher Alexander Pichugin und Dimitry Pichugin, Georg Sarkisjan, Alex Piastro und Simón Doggenweiler Menkhaus standen bei der Konzertreise Die Laune der Natour durchgehend mit der Band auf der Bühne und sind bereits auf dem Album Das Laune der Natour-Finale zu hören. Die Bläser Tobias Weidinger und Denis Gäbel hatten die Band bereits auf dem Album Laune der Natur musikalisch unterstützt. Til Schneider spielt Posaune und Sousaphon, Djorde Davidovic Akkordeon und Salome Amend Percussion. Die Arrangements für Orchester und Band schrieben, wie bereits in früheren Produktionen der Band, Dietmar Mensinger und Hans Steingen. Als Vorbereitung für die Abende nahm selbst Campino Gesangsunterricht bei Professor Ludwig Grabmeier von der Robert Schumann Hochschule Düsseldorf, um unter anderen zu erlernen, wie Vokale beim Singen besser definiert werden können.
Die Band lud am 12. Juli 2019 zu einer öffentlichen Probe und gab die beiden folgenden Tage zwei Akustikkonzerte in der Tonhalle Düsseldorf unter dem Motto Mit Pauken und Trompeten. Die Konzerte wurden unter der Leitung von Tontechniker Stefan Holtz aufgenommen und von Vincent Sorg in den Principal Studios abgemischt und gemastert.

## Titel und Titelliste
Zu Beginn stellt sich die Gruppe vor, indem alle Instrumente der Big-Band für 30 Sekunden gemeinsam aufspielen, worauf sich Campino erst einmal verabschiedet. Es folgt Entschuldigung, es tut uns leid melodisch, harmonisch vorgetragen wie von einer A-cappella-Vokalgruppe, jedoch mit Klavierbegleitung.
Aus gegebenem Anlass erfährt das Musikstück Strom eine Textänderung: Aus „…und alles steht unter Strom“ wird „…und alles fast ohne Strom“.
Bei Urknall, ebenso wie bei Laune der Natur vom gleichnamigen Album wurde der lautmalerische Chorgesang aus dem Ursprung in die neue Jazzversion übernommen und das Lied in einen lateinamerikanischen Rhythmus mit leichter Salsafärbung und Begleitung von Bläsern umgewandelt. Ein guter Tag zum Fliegen und Das ist der Moment hingegen erfahren kaum eine Veränderung zum Original vom Album Ballast der Republik. Die Neukomposition Kamikaze ist eine melancholische Hymne.
Ohne dich wurde als Tribut für die Band Rammstein aufgenommen, von der das Lied ursprünglich stammt.
Der neue Song Schwere(-los) handelt von einer traumatisierten Auschwitz-Überlebenden. Nach einem Besuch im Vernichtungslager haben Die Toten Hosen den Song zusammen mit Marteria für die Unplugged-Tour geschrieben.
Altes Fieber vom Album Ballast der Republik wird in einen Reggae-Rhythmus eingefügt.
Politische Lieder schrieb Funny van Dannen, ein Liedermacher, der verstärkten Wert auf die Texte legt und sich selbst minimal an der akustischen Gitarre begleitet. In diesem Stil trägt die Band diesen Song nun vor. Es folgt der Song 1000 gute Gründe, den man zu den politischen Liedern einreihen kann, als Ska im Bigband-Sound. Er erschien erstmals auf dem Album Ein kleines bißchen Horrorschau im Jahr 1988 in einer rockigen Version. Im Refrain heißt es: „Es gibt 1000 gute Gründe, auf dieses Land stolz zu sein. Warum fällt uns jetzt auf einmal kein einziger mehr ein?“ Der Text soll laut Campino provokant sein. „Er richtet sich gegen Menschen, die das Wort stolz als Parole mißbrauchen“, äußerte er in einem Interview mit der Schwäbischen Zeitung.
Der englischsprachige Song Everlong stammt von der Band Foo Fighters, vor der sich Die Toten Hosen mit ihrer Coverversion musikalisch verneigen will.
Bei Alles mit nach Hause, das vom Album Laune der Natur stammt, ist das gesamte Orchester zu hören.
In den neuen Liedern Sorgenbrecher (Auf euch) und Feiern im Regen feiert die Band Freundschaft und die Liebe, wobei letzteres musikalisch Anleihen bei The Beatles macht.
Polka-Rhythmus und Pizzicato-Spiel ist bei Titel Paradies zu hören, erstmals erschienen im Jahr 1996 auf Opium fürs Volk. Hier kommt die Gastschlagzeugerin zum Einsatz.
Die ursprüngliche hart instrumentierten Punk-Songs Liebeslied und Achterbahn aus den Jahren 1987 und 1988 werden zur ruhigen, sentimentalen Ballade. Hier kommt Alex stammt ebenfalls ursprünglich aus dem Jahr 1988 und stellte damals in der Rockversion den künstlerischen Durchbruch der Band Die Toten Hosen dar. Seither hat die Gruppe diesen Titel in diversen Versionen veröffentlicht, unter anderen auf dem Album Nur zu Besuch mit Esther Kim am Klavier. Bei Alles ohne Strom ist der Song nun als Bluesrock-Nummer im Stil von ZZ Top oder John Lee Hooker zu hören.
Tage wie diese, aufgeführt von Campino in Begleitung von Andreas von Holst an der Akustikgitarre, bildet den Abschluss des Albums.

## Resonanz
Das Album erreichte Platz eins der Charts in Deutschland, in Österreich und in der Schweiz.
Philipp Krause meint in seinem Review bei laut.de, dass der Mitschnitt „einen markanten, starken Eindruck“ hinterließe. Die Album würde „zwar zum Ende hin ermüden, doch auf dem Weg durchs Set“ würden auch „zahlreiche Höhepunkte die Gestaltungskraft der deutschen Punk-Band beweisen.“ Krause resümiert, dass Die Toten Hosen „etliches gut zu neuem Glanz aufpolieren“ würden und „neue Songs geschickt einbauten“. Das neue Album sei „nicht allzu spannend, aber schön“.
Im „Musiktipp“ von WDR 2 wird vermerkt, dass sich die Frage: „Ist das noch Punkrock?“ bei den Toten Hosen schon lange nicht mehr stelle. Alles ohne Strom sei aber „ein großes Stück Akustik-Kunst“, in dem die Band zeige, was sie musikalisch könne. Und das sei „im Jahr 2019 deutlich mehr als ‚nur‘ Punkrock“.